# Robin Canup
Robin M. Canup (20 de novembro de 1968) é uma astrofísica estadunidense.
Obteve o B.S. na Universidade Duke e o PhD na Universidade do Colorado em Boulder. Sua área principal de pesquisa envolve as origens de planetas e satélites. Recebeu em 2003 o Prêmio Harold C. Urey.
É coautora do livro The Origin of the Earth and Moon ISBN 0-8165-2073-9, publicado pela University of Arizona Press em novembro de 2000. Seu trabalho é baseado na hipótese do grande impacto.